# Hofanlage Ahrensfelder Damm 8
Die Hofanlage Ahrensfelder Damm 8 in der niedersächsischen Stadt Osterholz-Scharmbeck im Landkreis Osterholz stammt aus der Mitte des 19. Jahrhunderts. Aktuell (2025) wird sie zum Wohnen und wohl landwirtschaftlich genutzt.
Die Gebäude stehen unter Denkmalschutz (siehe auch Liste der Baudenkmale in Osterholz-Scharmbeck).

## Geschichte und Beschreibung
Am Rande der Osterholzer Geest entstand im 18. Jahrhundert östlich von Osterholz die Moorkolonie Ahrensfelde.
Die Hofanlage besteht aus
- dem eingeschossigen traufständigen Wohn- und Wirtschaftsgebäude als Zweiständer-Hallenhaus von um 1850 in Fachwerk mit Steinausfachungen, mit reetgedecktem Krüppelwalmdach mit Schleppgauben und Niedersachsengiebel mit Uhlenloch und der Grooten Door mit geradem Abschluss,[2]
- der traufständigen Scheune von um 1850 in Fachwerk mit Steinausfachungen, reetgedecktem Walmdach und mit einer Querdurchfahrt.[3]

Das Landesdenkmalamt befand u. a.: „… Nördlich des Ahrensfelder Dammes reihen sich mehreren Hofanlagen aneinander, von denen Ahrensfelder Damm 8 mit einem Gebäudebestand des 19. Jahrhunderts eine darstellt …“